# The dB's
The dB’s était un groupe de power pop américain créé à la fin des années 1970.

## Historique
Formé en 1978 par Chris Stamey après la séparation de The Sneakers, ils sont bientôt rejoints par Peter Holsapple.
Ils associent les influences de Big Star, des Beatles, de The Move et des Byrds pour créer un son power pop unique. 

Ils sortent leur premier album ‘’Stands for decibels’’ en 1981 chez IRS. 

Stamey quittera le groupe après le deuxième album en 1982, laissant Holsapple aux commandes. D’autres albums suivront mais malgré un succès d’estime de la part des journalistes et des critiques, le succès commercial lui n’est pas au rendez vous et ils finissent par se séparer à la fin des années 1980.
Stamey et Holsapple sortiront un album ensemble en 1991, puis continueront chacun une carrière solo. Le groupe réapparaît en 1994 pour un nouveau disque Paris Avenue.

## Membres du Groupe
- Chris Stamey, chant, guitare
- Peter Holsapple, chant, guitare
- Gene Holder, guitare, basse, chant
- Will Rigby batterie, chant

## Discographie dB’s
- Stands For Decibels, (1981, IRS)
- Repercussion (1982, IRS)
- Like This, (1984, Bearsville, réédition Rhino)
- The Sound of Music, (1987, IRS)
- Ride The Wild Tom Tom, (1993, Rhino), album compilation d’inédits et de demo
- Paris Avenue, (1994, Monkey Hill)
- Falling Off the Sky, (2012, Bar/None Records)

## Discographie en duo ou solo
- Peter Holsapple & Chris Stamey
  - Mavericks, (1991, New Rose)
- Chris Stamey
  - Wonderful Life, (1992, East Side)